# Максимилиан Йозеф Ернст фон Монфор-Тетнанг
Максимилиан Йозеф Ернст фон Монфор-Тетнанг (на немски: Maximilian Joseph Ernst von Montfort-Tettnang; * 20 януари 1700, Залцбург; † 17 март 1759, Тетнанг) е управляващ граф на Монфор в Тетнанг и Лангенарген (1733 – 1755) в Баден-Вюртемберг.

## Биография
Той е от влиятелния и богат швабски род Монфор/Монтфорт, странична линия на пфалцграфовете на Тюбинген. Син е на граф Йохан Антон II фон Монфор (1670 – 1733) и съпругата му графиня Мария Анна Леополдина фон Тун и Хоенщайн (1664 – 1733), дъщеря на граф Максимилиан фон Тун-Хоенщайн (1638 – 1701/1710) и Мария Франциска Емеренция фон Лодрон-Латерано († 1679). Внук е на граф Йохан VIII фон Монфор-Тетнанг (1627 – 1686) и Мария Катарина фон Зулц (1630 – 1685/1686).
Граф Ернст е голям мецен на изкуството и музиката и оставя големи финансови задължения. Най-големият му син Франц Ксавер фон Монфор (1722 – 1780) е издигнат на княз на Монфор.

## Фамилия
Максимилиан Йозеф Ернст се жени на 26 януари 1722 г. за графиня Мария Антония Евсебия фон Валдбург-Траухбург (* 27 януари 1691; † 3 април 1767), монахиня в Бухау, дъщеря на императорския генерал и съветник граф Кристоф Франц фон Валдбург-Траухбург (1669 – 1717) и графиня Мария София фон Йотинген-Валерщайн (1666 – 1743). Те имат децата:
- Франц Ксавер фон Монфор (* 3 ноември 1722; † 23/24 март 1780, Мариябрун), княз на Монфор, женен I. за Мария Йозефа фон Кьонигсег-Аулендорф (* 10 юли 1730; † 24 юли 1753), II. на 1 декември 1758 г. за София Терезия Максимилиана Фридерика фон Лимбург-Щирум (* пр. 5 април 1740; † 15 ноември 1769), III. на 18 октомври 1772 г. за Августа Елизабет Шал фон Бел († сл. 1792)
- Антон III фон Монфор (* 16 ноември 1723; † 25 ноември 1787, Тетнанг), граф
- Йохан Непомук фон Монфор (* 21 февруари 1725; † 27 ноември 1775, Констанц)
- Йохан Баптист фон Монфор (* 27 февруари 1728; † 1 февруари 1757)
- Мария Аделхайд фон Монфор (* 18 юни 1730; † 20 май 1753)

## Галерия
- Старият дворец Тетнанг
- Родословното дърво на графовете фон Монфор (ок. 1575)